# Rudolf Escher
Rudolf George Escher (Amsterdam, 8 januari 1912 – De Koog, 17 maart 1980) was een Nederlandse componist en muziektheoreticus. Hij schreef composities voor kamermuziek en orkesten, vocale composities en één werk voor elektronica. Escher was daarnaast ook dichter, schilder en essayist.

## Biografie

### Jeugd
Escher werd geboren als zoon van de geoloog en mineraloog Berend George Escher en de Zwitserse Emma Brosy. Zijn vader was een zoon van de waterbouwkundige George Arnold Escher en een halfbroer van de graficus Maurits Cornelis Escher. Escher woonde van zijn vierde tot zijn negende in Batavia, Java, waar zijn vader werkte als geoloog voor de Bataafse Petroleum Maatschappij in Weltevreden. Zijn vader was een verdienstelijk pianist en gaf de jonge Escher pianoles.

### Studie
In 1922 keerde het gezin terug naar Nederland. Het vestigde zich te Leiden. Escher volgde het gymnasium en kreeg pianoles van Bé Hartz. Daarnaast speelde hij viool en kreeg harmonielessen. Na vier jaar brak hij zijn opleiding aan het Stedelijk Gymnasium af. Aanvankelijk kon hij niet kiezen tussen muziek, beeldende kunst of letteren maar in 1929 besloot hij uiteindelijk dat hij toch componist wilde worden. Hij wilde vervolgens naar het conservatorium in Keulen. Peter van Anrooy adviseerde hem echter serieus piano te studeren. Bij nader inzien ging Escher in 1931 naar het Toonkunst Conservatorium in Rotterdam, waar hij tot 1937 piano studeerde, met als bijvak cello. Van 1934 tot 1937 studeerde hij eveneens compositie bij Willem Pijper. Escher debuteerde als componist in 1935 met zijn Eerste Pianosonate. Daarnaast trok hij in 1938 de aandacht met een belangrijk essay: Toscanini en Debussy, magie der werkelijkheid. Hierin komen zijn denkbeelden ten opzichte van componeren duidelijk naar voren. Ook schreef hij enkele gedichten, die in Forum werden gepubliceerd.

### Werk
In 1940 brak de Tweede Wereldoorlog uit in Nederland. Veel van Eschers werken uit zijn studietijd gingen op 14 mei 1940 verloren bij het bombardement op Rotterdam. Hij verloor zijn huis met al zijn bezittingen. In de oorlog hield hij zich vervolgens bezig met ondergrondse activiteiten. Tot de onderduikers die in Eschers huis in Oegstgeest verbleven, behoorde de componist Jan van Gilse, die er op 8 september 1944 stierf.
Tijdens de Tweede Wereldoorlog componeerde Escher Musique pour l'esprit en deuil (1941–3). Dit werk maakte hem bij de eerste uitvoering in 1947 op slag de meest belangrijke componist in Nederland. Over zijn composities uit de oorlog schreef hij later: ‘Mijn werk uit deze periode [heeft] een soort zwaarte gekregen, een verbetenheid hier en daar, die het duidelijk doen beseffen als gegroeid te midden van rampen. Dat is er voor mij persoonlijk juist de ethische betekenis van: dat het constructies zijn van de geest, in een tijd dat ‘geest’ (als je zoiets nog zo noemen kunt) haast uitsluitend voor volkomen destructieve doeleinden wordt aangewend.’
Vlak na de oorlog schreef Escher wekelijks voor de Groene Amsterdammer als medewerker voor beeldende kunst en muziek. Hij bleek een getalenteerd dichter te zijn en publiceerde poëzie in literaire tijdschriften tot in de jaren 50. Maatschappelijk had hij niet te klagen; hij kreeg verscheidene bestuurlijke functies aangeboden, zijn composities werden met succes uitgevoerd en zijn publicaties werden met belangstelling gevolgd.
Na 1946 raakte Escher bevriend met Matthijs Vermeulen. Zij koesterden dezelfde maatschappelijke, communistische idealen en literaire belangstelling. Ondanks hun vriendschap was het evenwel mogelijk voor zowel Escher als Vermeulen om kritisch te blijven in de recensies van de ander zijn werken. Eschers communistische idealen kwamen tot uitdrukking in zijn lidmaatschap van de Communistische Partij (van 1934 tot 1940). Hij schreef enkele kritieken voor het communistisch maandblad Politiek en Cultuur onder het pseudoniem A. Leuvens. In de loop van de jaren vijftig werd hij echter kritisch op het Russische communisme, dat hij als mislukt beschouwde. Wel bleven zijn idealen links georiënteerd.
In 1958 was Escher aanwezig bij het 32e ISCM-festival in Straatsburg. Hierover schreef hij recensies aan zijn vriend en collega-componist Peter Schat. In 1960 was hij bij hetzelfde festival aanwezig in Keulen. Hier werd hij enthousiast over Pli selon pli van Pierre Boulez. Zo begon Escher in het begin van de jaren 60 te experimenteren met elektronische muziek en serialisme. Hij nam les in de techniek van elektronische muziek met colleges in elementaire geluidsmechanica, elektro-fysica en klanktechnologie in Delft. Vervolgens experimenteerde hij in de Studio voor Elektronische muziek van de Delftse Technische Universiteit en het Instituut voor Sonologie in Utrecht. Hij besloot om analyselessen te vragen bij Boulez, in verband met zijn gehoorde werk in Keulen. Van 3 tot 7 november 1960 bracht hij vervolgens een bezoek aan Boulez te Baden-Baden. Deze dagen werden besteed aan het analyseren van Improvisations sur Mallarmé I & II van Boulez. Uiteindelijk kwam Escher tot de slotsom dat hij de technieken niet over zijn hart kon verkrijgen. Toch is in zijn Blazerskwintet uit 1967 de seriële muziek terug te vinden. Hij gebruikt hier structuurformules die doen denken aan Boulez. Zijn bezoek leidde ertoe dat Escher enkele weken later een zuivering uitvoerde in zijn eigen oeuvre: hij schreef een verzoek aan de directeur van uitgeverij Donemus om vier werken onvoorwaardelijk te verwijderen en drie met enige restrictie.
In 1960-61 gaf Escher les aan het Conservatorium van Amsterdam. Hij gebruikte zijn ervaring bij Boulez om een cursus te geven over ‘De betekenis van structuur en vorm bij Debussy in verband met recente seriële compositietechnieken bij Boulez’. Vervolgens werd hij wetenschappelijk hoofdmedewerker aan het Instituut voor Muziekwetenschap van de Rijksuniversiteit in Utrecht van 1964 tot 1977. Zijn specialisatie was ‘Aspecten van de twintigste eeuw’. Zo gaf hij een college ‘Kenmerkende structuur- en vormcriteria in de muziek van de twintigste eeuw’. Naast de muziektheorie verdiepte hij zich in muziek als semantisch tekensysteem en de audiologie.

### Nalatenschap
Escher overleed in 1980 op 68-jarige leeftijd te De Koog op het waddeneiland Texel.
In 1980 verenigden Eschervrienden en –kenners zich in het Escher-Comité. Onder meer Willem Boogman, Elmer Schönberger en Dirk Jacob Hamoen waren hierbij betrokken. De weduwe van de componist heeft, met behulp van het comité, een werkencatalogus samengesteld en becommentarieerd met Eschers gehele oeuvre.
In 1992 openbaarde Centrum Nederlandse Muziek de volledige correspondentie tussen Escher en de componist Peter Schat. Tussen 13 mei 1958 en 5 augustus 1961 schreven de vrienden elkaar 33 brieven en briefkaarten. In de brieven praatten ze over andermans en eigen composities en discussieerden ze over vraagstukken op het gebied van esthetiek en muziektheorie. Deze brieven geven een beeld van beide componisten, maar ook inzicht in de Nederlandse geschiedenis, esthetiek en theorie van de twintigste-eeuwse muziek, van de vorming en receptie van het serialisme.
In hetzelfde jaar als de openbaarmaking van de correspondentie publiceerde Peter Schat een ‘nagezonden’ brief aan de overleden Escher. Deze was te lezen in NRC Handelsblad met de titel ‘Over het Hollands Diep’. In de brief beschreef hij het proces van verwijdering dat zich tussen beide componisten had voorgedaan. Daarnaast stelde hij Escher op de hoogte van de toenmalige stand van zaken in het Nederlandse muziekleven.
In 1999 schreef David Moore dat Escher een van Nederlands’ meest prominente componisten is van de voorgaande generatie. Ook Leo Samama was lovend toe hij het had over Eschers werken: ‘Samen met de Sinfonia per dieci strumenti (1973/75), de Fluitsonate (1976/79) en het Trio voor klarinet, altviool en piano (1978/79), behoort het [Blaas]kwintet tot de werken van een meester – een van de weinige die ons land gekend heeft -, van een kunstenaar die zozeer een eigen taal, een eigen grammatica, een eigen klank heeft ontwikkeld, dat elke uitlating over Franse of Duitse invloeden, over oude of nieuwe muziek, over plaats en tijd futiel en zinloos is.’
Er is een fonds naar Escher vernoemd voor jonge componisten. Dit fonds is sinds 2006 in beheer bij het Prins Bernhard Cultuurfonds als CultuurFonds op naam. Het Rudolf Escher Componisten Fonds ondersteunt jonge componisten financieel voor het volgen van een studie of masterclass in binnen- of buitenland. Daarnaast ondersteunt het projecten waarbij het werk van jonge (Nederlandse) componisten wordt uitgevoerd en van concerten waarbij werken van Escher worden uitgevoerd. Het fonds is ingesteld door het bestuur van het Rudolf Escher Comité en de erven van Escher.

### Prijzen
Escher ontving tijdens zijn leven verschillende prijzen voor zijn composities. In 1946 kreeg hij, reeds voordat de eerste uitvoering had geklonken, de Muziekprijs van de gemeente Amsterdam voor het orkestrale werk Musique pour l’esprit en deuil. Een jaar later ontving hij van de Nederlandse regering een prijs voor de pianosuite Arcana. Ook voor Le vrai visage de la paix voor koor a capella ontving hij de Muziekprijs van de gemeente Amsterdam. Voor Le tombeau de Ravel kreeg hij in 1959 de Prof. van der Leeuw Prijs. Tweemaal mocht hij de Visser-Neerlandia Prijs in ontvangst nemen, voor Nostalgies (1961) en het Blazerskwintet (1968). Daartussen kreeg hij de Willem Pijper prijs in 1966 voor de Sonata concertante voor cello en piano. Uiteindelijk ontving Escher in 1977 de Johan Wagenaar prijs voor zijn gehele oeuvre.

## Muzikale stijl

### Invloeden
In zijn muziek sloot Escher voornamelijk aan bij de Franse muziek van Debussy en Ravel, deels als een reactie op de Duitsers vanwege de oorlog. Toch is zijn muziek niet uitgesproken Frans, ook de polyfone stijl uit de Renaissance is aanwezig. De vaak polyfone structuur van zijn muziek is misschien te vergelijken met de muziek van Matthijs Vermeulen, die echter veel verder gaat in de verzelfstandiging van de meerdere stemmen. Ook zijn er invloeden van Gustav Mahler, het gregoriaans en van gamelanmuziek hoorbaar. Hij was geen componist die weigerde met de tijd mee te gaan, wel overwoog hij alle mogelijkheden van elke nieuwe techniek. Hij wilde niets aan het toeval overlaten. Zo zocht hij door alle geanalyseerde muziek zijn eigen weg.

### Variatietechniek
Eschers muziek is lyrisch, expressief en elegisch, met een grote voortstuwende kracht. Escher had oog voor orkestreren en harmonisch detail. Zijn stukken zijn in essentie altijd tonaal, opgebouwd volgens de contrapuntregels en met variatietechnieken. Hij varieerde in veel composities door een proces van intervalmanipulatie, afgeleid van Debussy’s muziek. Zo is er in zijn Monologue voor fluit (1969) continue variatie van de verschillende structuren, zonder duidelijke herhalingen. Verandering en variatie zijn kenmerkend voor zijn muziek, ondersteund door een constante afwisseling tussen chromatische en diatonische harmonieën, die samen de spanning opbouwen.

### Harmonie
Voor Escher was de harmonie heel belangrijk. ‘Het lot en in zekere zin de doem van de Westerse muziek is de harmonie. In de toekomst gaat het om het aandeel van de harmonie. Daar draait het om.’ Zijn muziek was dan ook heel bewust en doordacht harmonisch. Bij andere componisten ontbrak dat belangrijke aspect volgens hem nog weleens, zo verweet hij Matthijs Vermeulen te weinig aandacht te besteden aan de harmoniek in zijn muziek. Wel geloofden ze beide in de toekomst van de polytonaliteit, of ‘pantonaliteit’ zoals Vermeulen het noemde. Escher voorspelde dat de overgang van mono- naar polytonaliteit in de muziekgeschiedenis altijd duidelijk herkenbaar zal blijven als een monument. Later nuanceerde hij zijn visie hierop aanzienlijk, de tonaliteit bleef bij hem voorop staan.

### Tonaliteit vs.Antitonaliteit
Escher vond het belangrijk wanneer samenklanken en structuren in muziek 'volgbaar' waren. Hij was ervan overtuigd dat het menselijk oor zodanig in elkaar zit, dat niet alles wat gespeeld kan worden ook kan worden onderscheiden en herkend. Met name de atonaliteit - Escher noemde dit ook wel de antitonaliteit - zoals die werd toegepast door Schönberg en zijn navolgers, leverde volgens Escher samenklanken en structuren op die het menselijk oor niet meer kon volgen. Reeds in zijn essay Toscanini en Debussy, magie der werkelijkheid sprak hij zich duidelijk uit tegen de atonaliteit: ‘De atonaliteit […] is reeds daarom geen ontwikkelings-factor in de muziekhistorie, daar zij, wanneer zij consequent is, zekere bestaande klankverhoudingen wenscht aan te tasten, zooals die gegeven zijn in het klinken van één enkelen toon met zijn boventonen, - verhoudingen waarop toch onze geheele Westersche ‘toon’-kunst is gebaseerd.’ Wel zag Escher de positieve gevolgen van het serialisme voor het structurele denken in muziek, maar hij bleef bij de invloedssfeer van Debussy en Ravel. Hij herkende het idee van de jongere generatie componisten dat alles wat hem aan muziek inviel al gebruikt scheen te zijn, daardoor begreep hij het zoeken naar nieuwe mogelijkheden. Toch had hij in eerste instantie weerzin tegen de avant-garde. In 1960 nam hij desalniettemin les in de techniek van de elektronische muziek. Dat leidde tot zijn enige elektronische en seriële compositie: scènemuziek voor The Long Christmas Dinner van Thornton Wilder. Uit een brief aan Joep Straesser, ruim vier weken voor zijn overlijden, blijkt echter dat Escher bij zijn standpunt bleef dat atonaliteit en avant-garde er niet toe doen: ‘Ik begrijp er werkelijk niks van, dat men op het ogenblik zo verschrikkelijk weinig waarneemt. En dat heeft misschien wel iets te maken met het feit dat dat hele serialisme, begonnen met de waandenkbeelden van Schönberg, eenvoudig een doodgeboren kind is geweest. Het is een verkeerde compositiemethode, waarvoor ook de slogan Ars Nova flauwekul is. Het is helemaal geen Ars Nova, de echte Ars Nova had immers nog een kleine drie eeuwen om zich te ontwikkelen en deze muziek, Schönberg, de twaalftoontechniek is al vijf-en-twintig jaar geleden afgelopen. Nu noemen we alles maar avant-garde, of het nu serieel is of dat het vier uur lang ‘Jan daar ligt een kip in ’t water’ is, avant-garde, avant-garde, avant-garde. Dat woord moesten we nu maar eens opbergen, want het is een volstrekt uitgeholde term geworden. […]’

### Tekstzettingen
Belangrijke muzikale inspiratiebronnen voor Escher waren woorden en beelden. Jack Sullivan schreef in 2004 in een review dat Escher een meester is in het vinden van de meest geschikte klanken voor gedichten. Onder zijn tekstzettingen behoren gedichten van Corbier, Legrand en Labe. Ook Leo Samama sluit zich hierbij aan; hij meent dat Songs of Love and Eternity uit 1955 tot het beste gerekend moet worden dat in Nederland op het gebied van de a capella-koormuziek is geschreven. In dit werk heeft Escher gedichten van Emily Dickinson op muziek gezet. ‘Woord en muziek, tekst en melos, zijn minutieus op elkaar afgestemd’, aldus Samama. Een voorbeeld van een compositie waarbij woorden een belangrijke inspiratiebron voor hem waren is Hymne du Grand Meaulnes. De hymne ontstond naar aanleiding van de roman Le Grand Meaulnes van Alain-Fournier. In de roman wordt een fietstocht door de Sologne (Frankrijk) beschreven. Dit bracht Escher op het idee een hymne te componeren ‘op een jeugdig streven en een falen, dat heel soms in zijn felheid zuiverder en groter is dan veel berekend slagen, mits het voorafgaand streven gebrand heeft als het vuur waaraan Phoenix kon ontstijgen.’

### Vernietigde werken
Escher heeft meerdere werken van zichzelf vernietigd. Vaak werd dit in relatie gebracht met zijn zelfkritiek. Zo heeft hij bijvoorbeeld zijn Concerto voor strijkorkest ‘zonder restrictie teruggetrokken en verbrand’ in 1960. Uitgeverij Donemus bleek later toch nog een microfilm van het stuk in bezit te hebben. Het Concerto werd op aandringen van Otto Ketting na Eschers dood toch weer vrijgegeven voor uitvoering. Een ander stuk waar hij op terugkwam was de driedelige Sonata per violino e pianoforte. Hiervan werd alleen het eerste deel vernietigd waardoor de sonate tweedelig werd. Van dit werk bleek Reinbert de Leeuw nog een volledige partituur te hebben. In 1980 werd de driedelige Sonate aan Escher voorgespeeld waarna hij besloot om het stuk toch weer driedelig te laten.
Het terugtrekken van de stukken deed hij middels een brief aan de directeur van uitgeverij Donemus (21 november 1960). Hierin vroeg hij om van bepaalde stukken ‘àl het materiaal en àlle partituren volledig te vernietigen, zodat deze werken niet meer geëxploiteerd kunnen worden’. Als beweegreden schreef hij: ‘voor zo’n inzicht is tijd nodig, een soort metamorfose.’ Twee weken voor de vernietiging bracht hij een bezoek aan Pierre Boulez voor analyselessen, die hem tot deze inzichten leidde.
Naast het vernietigen van werken had hij ook een aantal niet uitgewerkte plannen en onvoltooide werken, zoals een rumba-opera, pianoconcerten, een hobo-, fluit- en een saxofoonconcert. Dit deed Jan van Vlijmen ertoe besluiten de onvoltooide Summer rites at noon af te maken. Over dit stuk, bedoeld voor twee orkesten, schreef Escher: ‘de nieuwe jongens zullen er niets van begrijpen’.

## Werken

### Werken voor orkest
- 1943 Musique pour l'esprit en deuil
- 1951 Hymne du Grand Meaulnes (te worden herzien als Chant du Grand Meaulnes)
- 1954 Symfonie nr. 1 (1953-54)
- 1958 Symfonie nr. 2 (gereviseerd in 1964 en 1971)
- 1969 Summer Rites at Noon (1962-1969) te worden herzien
- 1977 Orkestratie van Six épigraphes antique (Claude Debussy) (1975-1977)

### Vocale werken
- 1951 Chants du désir (Quatre Poèmes de Louise Labé) voor mezzosopraan en piano
- 1951 Nostalgies (H.J.M. Levet) voor tenor en orkest (gereviseerd in 1961)
- 1952 Strange meeting (Wilfred Owen) voor bariton en piano
- 1953 Le vrai visage de la paix (P. Eluard) voor koor a capella (gereviseerd in 1957)
- 1955 Songs of Love and Eternity (Emily Dickinson) voor koor a capella
- 1957 Ciel, air et vents (Trois poèmes de Ronsard) voor koor a capella
- 1970 Univers de Rimbaud (Arthur Rimbaud) voor tenor en orkest
- 1975 Three Poems by W.H. Auden voor koor a capella

### Kamermuziek
- 1943 Sonate concertante voor cello en piano
- 1944 Sonate voor twee fluiten op.8
- 1946 Trio d’anches voor hobo, klarinet en fagot
- 1949 Sonata voor fluit solo op.16
- 1952/1959 Le tombeau de Ravel voor fluit, hobo, strijktrio en klavecimbel
- 1953 Air pour charmer un lézard op.28 voor fluit solo
- 1959 Trio voor viool, altviool en cello
- 1967 Blazerskwintet Quintetto a fiati
- 1969 Monologue voor fluit
- 1973 Sonate voor klarinet solo
- 1976 Sinfonia per dieci instrumenti
- 1978 Sonate voor fluit en piano (1975-78)
- 1978 Trio voor klarinet, altviool en piano

### Toetsinstrumenten
- 1935 Sonate No. 1 voor piano
- 1937 Passacaglia voor orgel
- 1944 Arcana suite voor piano (voorheen 'Arcana Musae Dona')

Preludio - Toccata - Ciaccona - Finale
- 1949 Due Voci voor piano

Comodo - Allegro
- 1949 Non Troppo, tien eenvoudige stukken voor piano
- 1951 Sonatina voor piano op. 20

Allegro assai - Molto tranquillo - Veloce

### Elektronische muziek
- 1960 Elektronische muziek voor ‘The Long Christmas Dinner’ (Thornton Wilder)

## Artikelen
- Toscanini en Debussy: magie der werkelijkheid (Rotterdam, 1938)
- ‘Maurice Ravel’, Groot Nederland (Amsterdam, 1939)
- ‘Rudolf Escher: Musique pour l'esprit en deuil’, Sonorum speculum, xx (1964), 15–33
- ‘Rudolf Escher: Quintetto a fiati’, Sonorum speculum, xxxiv (1968), 24–32
- ‘Debussy and the Musical Epigram’, Key Notes, no.10 (1979), 59–63
- Debussy: actueel verleden, ed. D. Hamoen and E. Schönberger (Buren, 1985)
- met M.C. Escher: Beweging en metamorfosen: een briefwisseling (Amsterdam, 1985)
- E. Voermans, ed.: Brieven, 1958–1961 (Zutphen, 1992) [briefwisseling tussen Escher en P. Schat]